# Parafia św. Wawrzyńca Męczennika w Brzeziu
Parafia pw. św. Wawrzyńca Męczennika w Brzeziu – rzymskokatolicka parafia należąca do dekanatu Czarne, diecezji koszalińsko-kołobrzeskiej, metropolii szczecińsko-kamieńskiej. Została utworzona dnia 21 marca 1864 roku, ponownie w 1947. 

## Miejsca kultu

### Kościół parafialny
Kościół św. Wawrzyńca Męczennika w Brzeziu
Kościół parafialny został zbudowany w 1812 roku jako obiekt szachulcowy, rozbudowany w latach 1923–1924, poświęcony 27 kwietnia 1924.

### Kościoły filialne i kaplice
Kościół św. Marcina w Pieniężnicy